# Новіков Олег Вікторович
Оле́г Ві́кторович Но́віков (1974—2024) — військовик Збройних сил України, учасник російсько-української війни.

## Життєпис
Народився в селищі Долинське Луганської області 6 січня 1974 року. До Ірпеня переїхав майже 30 років тому.
Навчався на факультеті податкової міліції Академії державної податкової служби України з 1997 по 2002 рік. Був гордістю навчального закладу і відомим як чемпіон світу з карате.
Усе життя Олега було пов'язане зі спортом. У 1996 році здобув титул чемпіона світу з контактного карате та отримав звання майстра спорту міжнародного класу.
Був багаторазовим чемпіоном країни та Європи. Працював в податковій міліції міста Києва й водночас тренував спортсменів.
До початку повномасштабного вторгнення займався тренерською діяльністю, виховуючи чемпіонів України з кікбоксингу.
У квітні 2022 добровільно пішов до ТрО та став на захист Батьківщини.
Воював на Сумському, Донецькому та Запорізькому напрямках, проявляючи відвагу та рішучість.
По життю був доброю, чуйною та відвертою людиною, люблячим батьком та чоловіком, що боровся за свободу своєї країни.
Загинув 1 листопада 2024 року під час виконання бойового завдання поблизу населеного пункту Преображенка Запорізької області.
Похований на Алеї Слави в Ірпені на Київщині.

## Нагороди
- Нагороджений відзнакою Міністерства оборони України,
- медаллю «За поранення»
- почесним нагрудним знаком Головнокомандувача Збройних Сил України «Золотий хрест».